# Jelölt
A jelölt olyan személy, akit fontolóra vesznek egy pozíció vagy tisztség betöltésére, illetve díj vagy kitüntetés lehetséges címzettjeként. Jelöltnek hívják az olyan személyt is, aki egy politikai pozícióért indul egy választáson.
Jelölésnek, vagy jelöltállításnak hívják azt, amikor egy politikai párt kiválasztja a jelöltjeit, továbbá azt a folyamatot is, amivel egy személy hivatalosan jelöltté válik egy választáson (ennek részeként például gyakran kell támogató aláírásokat szerezni).

## Spitzenkandidat(Listavezető jelölt)
A német politikában a pártlisták élén álló személyeket Spitzenkandidatnak (csúcsjelöltnek) nevezik. Megállapodás szerint ez azt jelenti, hogy ezt a személyt (általában a pártvezetőt) választják meg a kormány élére, ha pártja megnyeri a választást. Számos más parlamentáris demokráciával rendelkező országban ugyanez a rendszer működik, például Magyarországon ilyen a miniszterelnök-jelölt. A két fogalom közti különbség, hogy míg a miniszterelnök-jelölt azzal az aspirációval vesz részt a választáson, hogy utána miniszterelnökké válasszák, a csúcsjelölt illetve pártja olykor deklaráltan nem a kormányfői pozíciót célozza meg, hanem például a juniorpartner szerepét egy leendő koalíciós kormányban. A német FDP például 1948-as megalapítása óta csupán egyszer, a 2002-es szövetségi választáson állított kancellárjelöltet, viszont jóval többször volt csúcsjelöltje.
2014-ben az Európai Parlamentben és az Európai Tanácsban képviselt nagyobb csoportok megállapodtak abban, hogy ezt az eljárást alkalmazzák az Európai Bizottság következő elnökének meghatározására, így a Tanács szükség szerint „figyelembe veszi az európai parlamenti választások eredményeit” az uniós szerződések értelmében. Ez vezetett Jean-Claude Juncker kinevezéséhez és megerősítéséhez.

## Leendő jelölt
A „leendő jelölt” vagy "„jelölt-jelölt” kifejezést néha olyan személy leírására használják, aki hivatalosan még nem lett jelölt, de a jövőben nagyon valószínűnek tartják.

## Ejtőernyős jelölt
„Ejtőernyős” jelöltnek hívják azt a jelöltet, aki egy olyan választókerületben indul, amellyel nincs szoros kapcsolata, azonban egy párt őt indítja a választáson. Ejtőernyős jelölteket általában olyan választási rendszerekben használnak, amiben nem számít, hogy mennyi szavazattal nyer a jelölt, például relatív többségi rendszerben a párt biztonságos körzeteiben, azaz ahol szinte biztos, hogy a párt jelöltje nyerni fog.

## Esélytelen jelöltek ésspoilerek
Esélytelen vagy reménytelen jelöltnek az olyan jelöltet hívják, akinek az adott választókerületben szinte biztosan nem számíthatnak győzelemre. Egyes választási rendszerek alatt az esélytelen jelöltekre leadott szavazatok elvesztegetett szavazatok és a spoiler hatás miatt olyan jelölt megválasztását segíthetik, amelyet a választó szeretne elkerülni. Örökös jelölt az olyan személy, aki gyakran indul választásokon és általában veszít.

## Beírható jelölt
Egyes választásokon a szavazóknak lehetőségük van a szavazólapon szereplő jelöltek mellett beírni egy általuk preferált személy nevét és így érvényesen rá szavazni.

## Lásd még
- Passzív választójog

## Fordítás
Ez a szócikk részben vagy egészben  a   Candidate című angol Wikipédia-szócikk ezen változatának fordításán alapul.  Az eredeti cikk szerkesztőit annak laptörténete sorolja fel. Ez a jelzés csupán a megfogalmazás eredetét és a szerzői jogokat jelzi, nem szolgál a cikkben szereplő információk forrásmegjelöléseként.